# 신가키 유토
신가키 유토(일본어: 新垣 佑斗, 1995년 7월 10일 ~ )는 일본의 가수이며, 댄스 보컬 유닛·브레이크☆스루의 멤버이다.
오사카부 출신. 트라이 크루 엔터테인먼트 소속.

## 약력
- 2008년 7월, 쟈니즈 사무소에 입소.
- 2008년 여름, 오사카 쇼치쿠좌에서 열린 콘서트 《칸사이 쟈니즈 Jr. @오사카 쇼치쿠좌 2008 여름》에서 시게오카 다이키·코타키 노조무와 함께 〈Hey! Say! 7 WEST(후의 7 WEST)〉에 가입.
- 2012년 7월, 쟈니즈 사무소를 퇴소.

## 출연

### 드라마
- 사무라이 전학생~우리의 길은 무사도~ (2009년 3월 28일, 칸사이 TV) - 미야구치 카이토 역
- DRAMADA-J 언젠가의 우정부, 여름. (2009년 9월 10일 ~ 9월 24일, 칸사이 TV) - 마츠오카 류스케 역
- 아무도 모르는 J학원 (칸사이 TV)

### 영화
- 기숙사 페스~최후의 7대 불가사의~ (2012년) - 유키 쇼타 역